# Centrale Moskee van Almaty
De Centrale Moskee van Almaty is een moskee in Almaty in het zuiden van Kazachstan.

## Architectuur
Het gebouw, ontworpen door Sultan Kabievich Baimagambetov, biedt plaats aan 7.000 gelovigen. De blauwe koepel heeft een diameter van 20 meter en een hoogte van 36 meter. De hoogste van de vijf minaretten is 47 meter hoog.